# ヴィジャイ・セードゥパティ
ヴィジャイ・セードゥパティ（Vijay Sethupathi、1978年1月16日 - ）は、インドのタミル語映画で活動する俳優。「マッカル・セルヴァン（Makkal Selvan、意味：民衆の宝）」の通称で知られ、タミル語映画を中心にテルグ語映画、マラヤーラム語映画、カンナダ語映画、ヒンディー語映画にも出演しており、これまでに国家映画賞、フィルムフェア賞 南インド映画部門、タミル・ナードゥ州映画賞など複数の映画賞を受賞している。ドバイで在外インド人会計士として働いた後にインドに帰国し、エキストラ出演を経て『Thenmerku Paruvakaatru』で主演デビューする。その後、『Sundarapandian』『ピザ 死霊館へのデリバリー』『途中のページが抜けている』に出演し、俳優としての地位を確立した。

## 生い立ち
1978年1月16日にラージャパラヤムで生まれ、6回生の時に家族と共にチェンナイに移住し、チェンナイ北部のエンノールで暮らしていた。コダンバッカムのMGR上級高等学校とリトル・エンジェルズ・マット上級高等学校で教育を受け、セードゥパティは学生時代について「平均以下の学生で、スポーツや課外活動には一切興味を持たなかった」と語っている。16歳の時に『Nammavar』のオーディションに参加するが、身長の低さを理由に不採用になったという。
セードゥパティは小遣い稼ぎのために小売店の販売員、ファストフード店のレジ係、電話ボックスのオペレーターなどの仕事を転々とした。ダンラージ・バイド・ジャイン・カレッジ（マドラス大学附属高）に進学して商学の学位を取得し、卒業の1週間後にセメント販売会社に就職して会計補佐として働き始めた。その後、彼は3人の兄弟の世話をする必要があったため、4倍の給与が受け取れるドバイの事務所に赴任した。赴任中にインターネット上のやり取りを通じてジェシーと出会い交際を始め、2003年に彼女と結婚した。同年に業務内容に満足できず、インドに帰国した。帰国後は友人と共に室内装飾業の仕事に短期間従事し、キッチンのマーケティング会社に転職したが、勤務中に演劇グループ・クートゥッパタラージのポスターを見つけて入団を決めた。セードゥパティは帰国時に立ち寄ったチェンナイの写真スタジオで「画面映えのする顔」と言われたことを思い出し、俳優の道に進むことを決意したという。

## キャリア

### 2006年 - 2011年
セードゥパティはクートゥッパタラージに俳優（会計士兼務）として入団し、俳優たちの演技を学んだ。2004年からは端役として映画に出演し、数本の映画で主人公の友人役を演じている。また、同時期には『Penn』などのテレビシリーズや短編映画にも出演し、特にカールティク・スッバラージの監督作品に数多く出演しており、後年この時の縁で『ピザ 死霊館へのデリバリー』の主演に起用された。
2006年に『Pudhupettai』のオーディションに参加し、監督であるセルヴァラーガヴァンの弟ダヌシュの友人役に起用された。2007年にプラブ・ソロモンの『Lee』に出演し、その後はスセーンティランの『Vennila Kabadi Kuzhu』『Naan Mahaan Alla』に助演俳優として出演しており、セードゥパティは両作への出演について「自分の夢を叶えるために重要な役割を果たした」と語っている。2010年はカンナダ語映画の『Akhaada』に出演し、タミル語版では主人公を演じる反面、カンナダ語版では敵役を演じたが、同作は劇場公開されず、2019年にYouTubeで公開された。同年12月にシーヌ・ラーマサミーに才能を見出され、『Thenmerku Paruvakaatru』で主演デビューを果たした。同作では羊飼い役を演じ、映画は国家映画賞でタミル語長編映画賞を含む3部門を受賞するなど高い評価を得ている。2011年には『Varnam』で貧困層の男を演じている。

### 2012年 - 2013年
2012年はセードゥパティのキャリアにとって転機となった年であり、この年に出演した映画は全て興行的・批評的な成功を収めており、彼の知名度と人気は向上するきっかけとなった。『Sundarapandian』では初めて悪役を演じ、この他に『ピザ 死霊館へのデリバリー』『途中のページが抜けている』に出演した。『ピザ 死霊館へのデリバリー』では配達員のマイケル役、『途中のページが抜けている』では結婚式を2日後に控えた短期記憶障害を患った青年プレーム役を演じ、両作の演技は批評家から絶賛された。『ピザ 死霊館へのデリバリー』の演技について、『ニュー・インディアン・エクスプレス』のマリニ・マンナートは「見ているだけで面白いセードゥパティは、映画全体を彼の肩で支えている。彼は声を完璧に変えており、どんな役でもこなす多才さと洞察力を有している。マイケルの悪夢を思わせる体験、屋敷に閉じ込められた時の恐怖は、彼によって完璧に表現されている」と批評しており、セードゥパティはフィルムフェア賞 タミル語映画部門主演男優賞に初ノミネートされた。一方、『途中のページが抜けている』の演技について、『ザ・タイムズ・オブ・インディア』のM・スガーントは「虚ろな視線と台詞と台詞の間に作られた間によってプレームの特殊な状態を伝え、『Pizza』からの素晴らしい演技を引き続き見せてくれた。繰り返される台詞に苛立ちを感じさせないのは、彼の台詞を発するタイミングが素晴らしいことを証明している」と批評している。BBCタミルの調査では2012年の年間ベスト・フィルムで『途中のページが抜けている』が第1位、『ピザ 死霊館へのデリバリー』が第2位にランクインしており、2013年のノルウェー・タミル映画祭で上映され、セードゥパティはエジソン賞、ビッグFMタミル・エンターテインメント・アワードを受賞している。また、Indiaglitz.comはセードゥパティを「2012年のベスト・タミル俳優」に選出して「コリウッドのライジング・スター」と称賛し、バラドワジ・ランガンは「タミル語映画における最初のインディーズ映画スター」と評価している。
2013年に出演した『キケンな誘拐』では40歳の誘拐犯を演じ、映画は興行的・批評的に大きな成功を収めた。『ニュー・インディアン・エクスプレス』のマリニ・マンナートは「彼が40歳の白髪交じりで小太りな誘拐犯の役を躊躇なく演じたことは称賛に値する」、『ザ・タイムズ・オブ・インディア』のN・ヴェンカテーシュワランは「素晴らしい役を射止め、才気あふれる新人監督との仕事を選ぶ彼の才能は、役を演じるために費やした努力共々、彼の今後に役立つだろう。彼はダスを演じるために髭を伸ばして体重を増やしたが、まさに彼にピッタリの外見となった」とそれぞれ批評している。続いて出演した『Idharkuthane Aasaipattai Balakumara』でも演技を高く評価されており、『ニュー・インディアン・エクスプレス』のハリチャラン・プーディペッディは「ヴィジャイ・セードゥパティは大衆の人気者となった。シーンが変わるたびに、観客は彼のために歓声を挙げている」、Rediff.comのS・サーラスワティは「彼にとって最大の強みは、現在の商業映画のステレオタイプな主人公に対抗できる点である。どの映画でも、私たちは彼の全く異なる姿を見ることができ、それは今作でも同様である。ヴィジャイ・セードゥパティは適切な役と脚本を選ぶ才能を有しているようで、彼はクマールという役に違和感なく入り込んでいる」、『ビハインドウッズ』は「セードゥパティがまたやってくれた。彼は勝利の旗を高く掲げ、熱狂的なファンの目に留まるように仕向けた。その無邪気な奥深さと愛の愚かさは、彼が演じるキャラクターの中で際立っている要素であり、ヴィジャイ・セードゥパティは見事に演じ切っている」とそれぞれ批評している。

### 2014年 - 2015年
2014年は『Rummy』『Pannaiyarum Padminiyum』に出演した。『Pannaiyarum Padminiyum』は同名の短編映画を原作としており、老人と彼の所有するプレミア・パドミニを中心に物語が展開し、セードゥパティはお抱え運転手役を演じた。同作は批評家から好意的に評価され、第19回ケララ国際映画祭にタミル語映画として唯一出品された。同年、『Akhaada』の製作会社はタミル・ナードゥ州におけるセードゥパティの人気に便乗するため、タミル語に吹き替えた『Edakku』を製作した。『Akhaada』では助演俳優として出演していたが、製作会社はセードゥパティを大々的に取り上げて『Edakku』のプロモーションを実施しており、これについてセードゥパティは「こんなやり方でプロモーションをすれば、映画を観た観客たちは騙されたと感じるのではないか」と感じていたという。11月には『Vanmam』に出演し、映画自体の評価は平凡なものだったが、セードゥパティの演技は批評家から高く評価されている。『ニュー・インディアン・エクスプレス』のマリニ・マンナートは「最初から最後まで、ヴィジャイ・セードゥパティの映画だ。この俳優はキャラクターのニュアンスを正確に理解し、力のこもった演技を見せてくれた」、『ビハインドウッズ』は「この映画で際立った存在はヴィジャイ・セードゥパティであり、彼は自分の能力を物語の土壌に結び付けることに成功した。ある部分では、彼は難なく高得点を得ているが、その一つがアルコールの力を借りてクリシュナの家に押し入るシーンだ」とそれぞれ批評している。
2015年に最初に出演したのは、S・P・ジャナナーダンの『Purampokku Engira Podhuvudamai』だった。同作は好意的な評価を得ており、セードゥパティの演技も批評家から高い評価を得ている。『ザ・タイムズ・オブ・インディア』のM・スガーントは「ヴィジャイ・セードゥパティは繊細な演技で全てを持っていった。映画の中心人物はバルサミーかも知れないが、映画の心臓部分にいるのはヤマリンガムである」、Rediff.comのS・サーラスワティは「ヴィジャイ・セードゥパティは引き戸のレバーを引き、命を奪うことを嫌い苦悩する姿を演じたが、おそらく、彼のキャリアでも最高の演技だったはずだ」とそれぞれ批評している。同年7月には『Orange Mittai』で主演・製作・脚本を務め、観客や批評家から好意的な評価を得ている。同年10月にはヴィグネーシュ・シヴァンの『俺だって極道さ』に出演し、同作はセードゥパティのキャリアの中で歴代最高の興行収入を記録した。

### 2016年 - 2020年

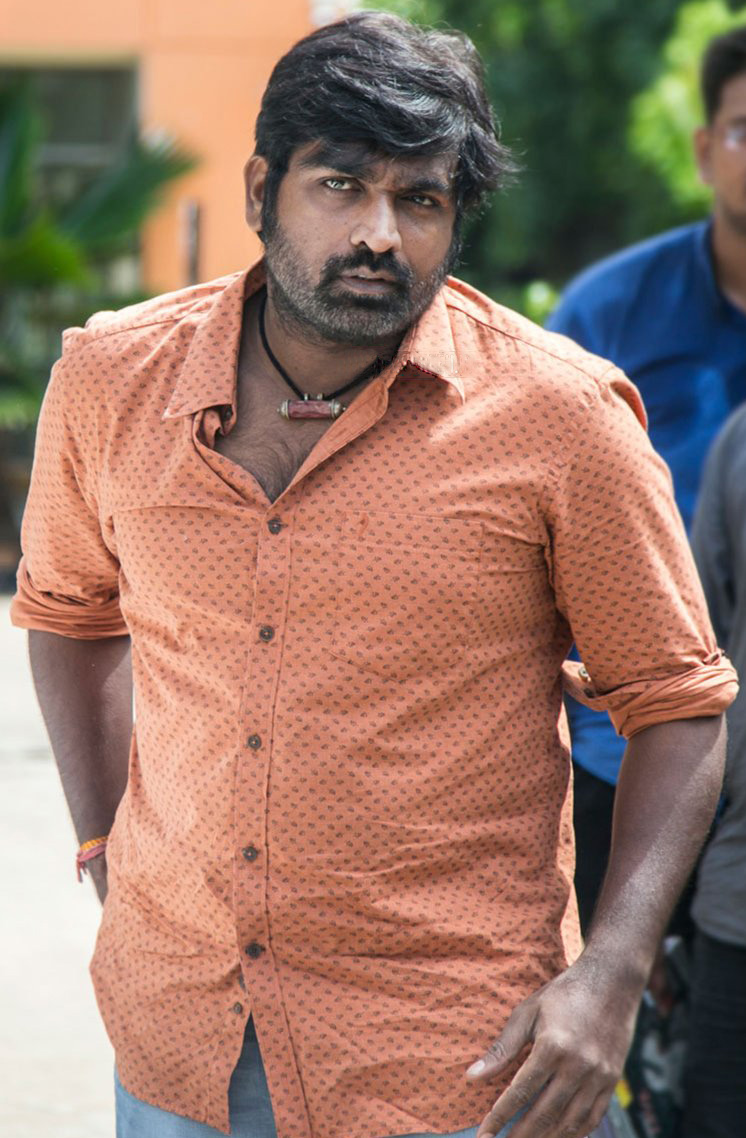
ヴィジャイ・セードゥパティ（2018年）

2016年はS・U・アルン・クマールの『Sethupathi』に出演してセードゥパティ警部役を演じた。『ザ・ヒンドゥー』のヴィシャール・メーナンは映画について「よいスリラー映画であり、よりよいファミリードラマ」と評しており、セードゥパティの演技についてデイリー・ニュース&アナライシスのラリター・シュリニヴァスは「タミル語映画に登場する警官にありがちな台詞や展開がなく、ヴィジャイ・セードゥパティは警官役として他の多くのコリウッド・ヒーローを圧倒した」、『ニュー・インディアン・エクスプレス』のマリニ・マンナートは「ヴィジャイ・セードゥパティにとって、また一つ新たなキャリアが形成された。彼は演じる役柄について驚くほどの理解力を発揮して、またも多才ぶりを私たちに見せつけてくれた」、『デカン・クロニクル』のアヌパマ・スブラマニアムは「セードゥパティの動作にはエネルギーと情熱が満ちており、彼の完璧な台詞回しは見ていて面白い」とそれぞれ批評している。同年3月にはナラン・クマラサーミの『Kadhalum Kadandhu Pogum』に出演し、その後は『女神たちよ』『Dharma Durai』『Aandavan Kattalai』『Rekka』に出演した。『Dharma Durai』の撮影中、セードゥパティは監督のシーヌ・ラーマサミーから「マッカル・セルヴァン（Makkal Selvan、意味：民衆の宝）」というニックネームを付けられ、これ以降彼の通称として知られるようになった。2017年には『Puriyatha Puthir』『Karuppan』に出演し、R・マーダヴァンとダブル主演を務めた『ヴィクラムとヴェーダー』ではフィルムフェア賞タミル語映画部門主演男優賞を受賞した。
2018年は『Oru Nalla Naal Paathu Solren』に出演し、『Junga』では製作・主演を務めた。『Chekka Chivantha Vaanam』ではアルヴィンド・スワーミ、シランバラサンと共演し、『'96』ではトリシャー・クリシュナンと共演しており、『'96』ではフィルムフェア賞タミル語映画部門主演男優賞を受賞した。同年には『Seethakaathi』にも出演している。2019年には『Super Deluxe』に出演し、『ペーッタ』ではラジニカーントと共演している。同年後半には『Maarconi Mathaai』でマラヤーラム語映画デビュー、『サイラー ナラシムハー・レッディ 偉大なる反逆者』でテルグ語映画デビューしている。また、フィルム・コンパニオンは『Aandavan Kattalai』『Super Deluxe』の演技を「10年間で最も素晴らしい演技100選」に選出しており、同年には『Super Deluxe』の演技で国家映画賞 助演男優賞を受賞した。2020年は『Ka Pae Ranasingam』でアイシュワリヤー・ラージェーシュと共演し、同年10月には『800』でスリランカ出身のクリケット選手ムティア・ムラリタラン役を演じることが発表された。しかし、ムラリタランが過去にスリランカ内戦においてスリランカ政府を支持する発言をしていたことから、政界や映画界から出演の辞退を求める声が挙がり、最終的にムラリタランからの要請もあり降板している。

### 2021年 - 現在

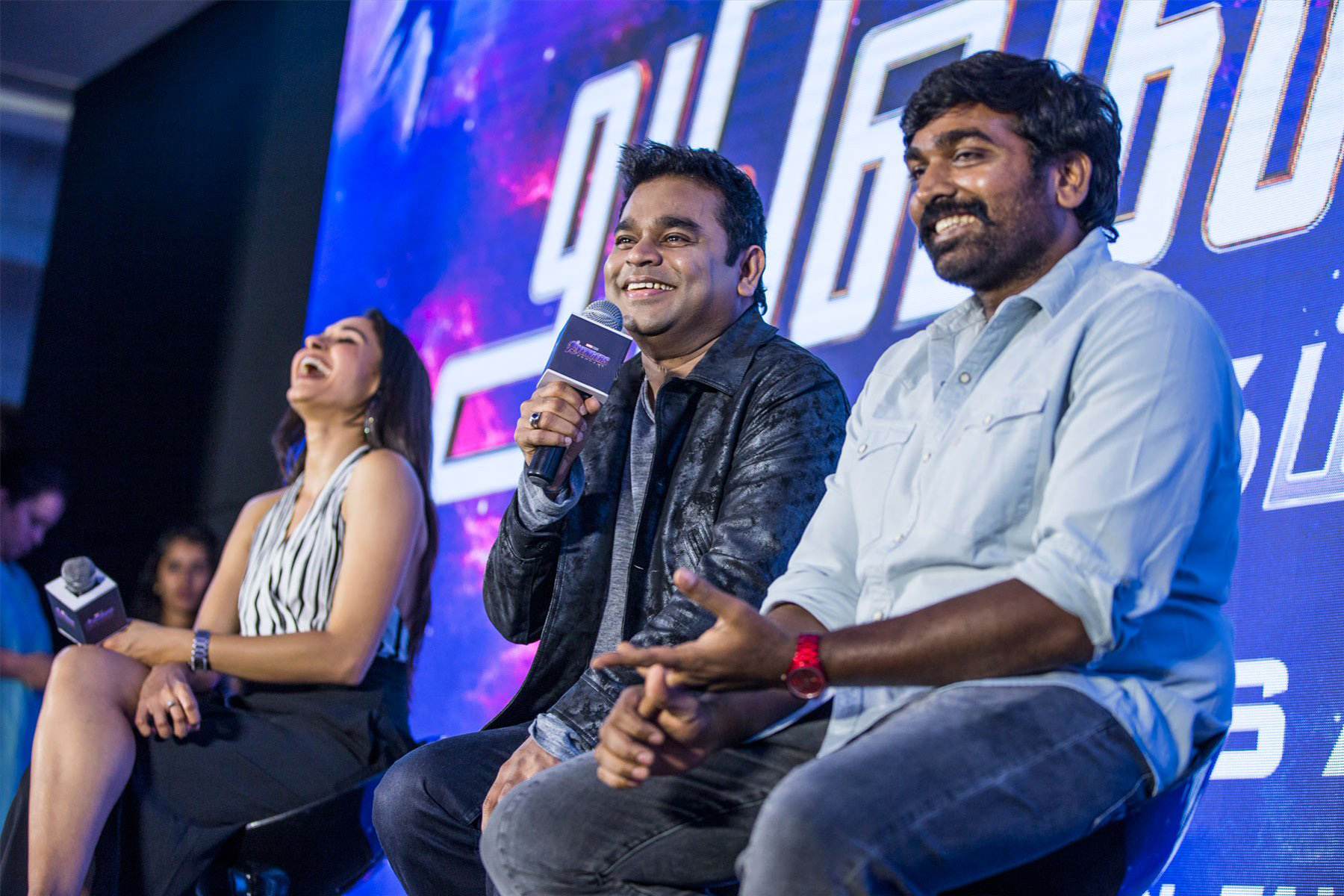
「Marvel Anthem」リリース・イベントに出席するヴィジャイ・セードゥパティ、A・R・ラフマーン、アンドリヤー・ジェレマイヤー（2019年）

2021年にローケーシュ・カナガラージの『マスター 先生が来る!』でヴィジャイと共演し、続けてテルグ語映画の『Uppena』に出演した。同年9月には『Laabam』『Tughlaq Durbar』『Annabelle Sethupathi』に出演し、『Mughizh』では製作・主演を務めている。また、ヴェトリマーランの『Viduthalai Part 1』にも出演し、同年8月から11月まで『MasterChef India – Tamil』の司会者を務めた。
2022年にM・マニカンダンの『Kadaisi Vivasayi』に出演し、ヴィグネーシュ・シヴァンの『Kaathuvaakula Rendu Kaadhal』ではナヤンターラ、サマンタと共演した。『ヴィクラム』ではカマル・ハーサンと共演し、同作では麻薬の売人役を演じ、印象的なボディランゲージと演技力が観客から絶賛された。また、映画自体もタミル・ナードゥ州で最も高い興行収入を記録する映画の一つとなり、興行的にも大きな成功を収めている。同年6月にはシーヌ・ラーマサミーの『Maamanithan』に出演し、7月にはマラヤーラム語映画『19(1)(a)』でニティヤ・メーノーンと共演し、同作はDisney+ Hotstarで配信された。12月には『DSP』に出演したが、批評家からは酷評されている。2023年には『JAWAN/ジャワーン』でシャー・ルク・カーンと共演し、武器商人役を演じて批評家・観客から演技を絶賛された。

## 社会活動
2014年8月3日にチェンナイ・マヨパティ筋ジストロフィー研究所がマリーナ・ビーチで開催した啓蒙イベントにガーヤトリ、ヴァララクシュミ・サラトクマールと共に出席した。2021年6月15日にはタミル・ナードゥ州首相M・K・スターリンと面会し、コロナ救済基金に250万ルピーを寄付した。

## 家族
セードゥパティには兄、弟、妹がいる。2003年にインターネット上で知り合った女性ジェシーと結婚し、2人の子供（息子スーリヤ、娘シュリージャ）をもうけた。2015年にスーリヤは『俺だって極道さ』で映画デビューし、父が演じた主人公パンディの幼少期を演じている。その後、2019年には『Sindhubaadh』で再び父と共演している。また、シュリージャも2021年に『Mughizh』で女優デビューし、父と共演している。

## フィルモグラフィー

### 映画
| 年   | 作品                                           | 役名                                             | 備考                                                                                | 出典            |
| ---- | ---------------------------------------------- | ------------------------------------------------ | ----------------------------------------------------------------------------------- | --------------- |
| 1996 | Love Birds                                     |                                                  | ノンクレジット                                                                      | [ 99 ]          |
| 1996 | Gokulathil Seethai                             |                                                  | ノンクレジット                                                                      | [ 100 ]         |
| 2004 | M. Kumaran Son of Mahalakshmi                  | ボクシングの観客                                 | ノンクレジット                                                                      | [ 101 ]         |
| 2006 | Pudhupettai                                    | アンブーの部下                                   |                                                                                     | [ 102 ] [ 103 ] |
| 2007 | Lee                                            | リーラダランの友人                               |                                                                                     |                 |
| 2009 | Vennila Kabadi Kuzhu                           | カバディの選手                                   |                                                                                     | [ 104 ]         |
| 2010 | Naan Mahaan Alla                               | ガネーシュ                                       |                                                                                     | [ 105 ]         |
| 2010 | Bale Pandiya                                   | パンディヤの兄                                   |                                                                                     |                 |
| 2010 | Thenmerku Paruvakaatru                         | ムルガン                                         |                                                                                     | [ 106 ]         |
| 2011 | Varnam                                         | ナンダ                                           |                                                                                     | [ 107 ]         |
| 2012 | Sundarapandian                                 | ジーガン                                         | タミル・ナードゥ州映画賞 悪役賞受賞                                                 | [ 108 ] [ 109 ] |
| 2012 | ピザ 死霊館へのデリバリー                      | マイケル・カールティケーヤン                     | フィルムフェア賞 タミル語映画部門主演男優賞ノミネート                               | [ 110 ]         |
| 2012 | 途中のページが抜けている                       | C・プレーム・クマール                            |                                                                                     | [ 111 ] [ 112 ] |
| 2013 | キケンな誘拐                                   | ダース                                           |                                                                                     | [ 113 ] [ 114 ] |
| 2013 | Idharkuthane Aasaipattai Balakumara            | クマラ・ヴェール                                 | タミル・ナードゥ州映画賞 特別賞受賞                                                 | [ 109 ] [ 115 ] |
| 2014 | Rummy                                          | ジョゼフ                                         |                                                                                     | [ 116 ]         |
| 2014 | Pannaiyarum Padminiyum                         | ムルゲーサン                                     | タミル・ナードゥ州映画賞特別賞受賞                                                  | [ 109 ] [ 117 ] |
| 2014 | ジガルタンダ                                   | 本人役、青年期のセートゥ                         | カメオ出演                                                                          | [ 118 ]         |
| 2014 | Kathai Thiraikathai Vasanam Iyakkam            | 本人役                                           | カメオ出演                                                                          | [ 119 ]         |
| 2014 | Thirudan Police                                | ヴィナヤガム                                     | 「Ennodu Vaa」歌曲シーン出演                                                        | [ 120 ]         |
| 2014 | Vanmam                                         | ラーダー                                         |                                                                                     | [ 121 ]         |
| 2015 | Bench Talkies                                  | マヘーシュ                                       | 『Neer』に出演                                                                      | [ 122 ]         |
| 2015 | Purampokku Engira Podhuvudamai                 | ヤマリンガム                                     |                                                                                     | [ 123 ]         |
| 2015 | Orange Mittai                                  | カイラサム                                       |                                                                                     | [ 124 ]         |
| 2015 | 俺だって極道さ                                 | パンディヤン                                     |                                                                                     | [ 125 ] [ 126 ] |
| 2016 | Sethupathi                                     | セードゥパティ警部                               |                                                                                     | [ 127 ]         |
| 2016 | Kadhalum Kadandhu Pogum                        | カーティラーヴァン                               |                                                                                     | [ 128 ]         |
| 2016 | 女神たちよ                                     | マイケル                                         |                                                                                     | [ 129 ]         |
| 2016 | Dharma Durai                                   | ダルマ・ドゥライ                                 |                                                                                     | [ 130 ]         |
| 2016 | Aandavan Kattalai                              | ガンディー                                       |                                                                                     | [ 131 ]         |
| 2016 | Rekka                                          | シヴァ                                           |                                                                                     | [ 132 ]         |
| 2016 | Vaaimai                                        | ナレーター                                       |                                                                                     | [ 133 ]         |
| 2017 | Kavan                                          | ティラーク                                       |                                                                                     | [ 134 ]         |
| 2017 | ヴィクラムとヴェーダー                         | ヴェーダー                                       | フィルムフェア賞タミル語映画部門主演男優賞受賞                                      | [ 135 ] [ 136 ] |
| 2017 | Puriyatha Puthir                               | カシール                                         |                                                                                     | [ 137 ]         |
| 2017 | Katha Nayagan                                  | フェニックス・ラージ                             | カメオ出演                                                                          | [ 138 ]         |
| 2017 | Karuppan                                       | カルッパン                                       |                                                                                     | [ 139 ]         |
| 2017 | Kattappava Kanom                               | ナレーター                                       |                                                                                     | [ 140 ]         |
| 2017 | Ippadai Vellum                                 | ナレーター                                       |                                                                                     | [ 141 ]         |
| 2017 | Thiruttu Payale 2                              | ナレーター                                       |                                                                                     | [ 142 ]         |
| 2018 | Oru Nalla Naal Paathu Solren                   | ヤマン                                           |                                                                                     | [ 143 ]         |
| 2018 | Traffic Ramasamy                               | 本人役                                           | カメオ出演                                                                          | [ 144 ] [ 145 ] |
| 2018 | Junga                                          | ジャンガ、ランガ、リンガ                         |                                                                                     | [ 146 ] [ 147 ] |
| 2018 | まばたかない瞳 バンガロール連続誘拐殺人        | ヴィクラム・アーディティヤン                     | カメオ出演                                                                          | [ 148 ] [ 149 ] |
| 2018 | Chekka Chivantha Vaanam                        | ラスール・イブラヒム                             |                                                                                     | [ 150 ]         |
| 2018 | '96                                            | ラーマチャンドラン・クリシュナムールティ         | フィルムフェア賞タミル語映画部門主演男優賞受賞                                      | [ 112 ] [ 151 ] |
| 2018 | Seethakaathi                                   | アーティムーラム                                 |                                                                                     | [ 152 ]         |
| 2018 | Kaathiruppor Pattiyal                          | ナレーター                                       |                                                                                     | [ 153 ]         |
| 2019 | ペーッタ                                       | ジートゥ                                         |                                                                                     | [ 154 ]         |
| 2019 | Super Deluxe                                   | シルパー                                         | 国家映画賞 助演男優賞受賞                                                           | [ 155 ] [ 156 ] |
| 2019 | Sindhubaadh                                    | ティル                                           |                                                                                     | [ 157 ]         |
| 2019 | Akhaada                                        | アーディ                                         | カンナダ語映画として製作されたが、2019年にヒンディー語吹替版がYouTubeで公開された。 | [ 158 ]         |
| 2019 | Maarconi Mathaai                               | 本人役                                           | マラヤーラム語映画                                                                  | [ 159 ] [ 160 ] |
| 2019 | サイラー ナラシムハー・レッディ 偉大なる反逆者 | ラージャ・パンディ                               | テルグ語映画                                                                        | [ 161 ]         |
| 2019 | Sangathamizhan                                 | サンガ・タミラン/ムルガン                        |                                                                                     | [ 162 ]         |
| 2019 | アベンジャーズ/エンドゲーム                    | トニー・スターク / アイアンマン                  | タミル語吹替版                                                                      | [ 163 ]         |
| 2019 | ACTION アクション!!                            |                                                  |                                                                                     | [ 164 ]         |
| 2020 | Oh My Kadavule                                 | カダヴル                                         | 特別出演                                                                            | [ 165 ]         |
| 2020 | Ka Pae Ranasingam                              | ラナシンガム                                     |                                                                                     | [ 166 ] [ 167 ] |
| 2021 | マスター 先生が来る!                           | バワーニ                                         |                                                                                     | [ 168 ]         |
| 2021 | ささやかな物語 -Kutty Story-                   | ニンジャ・マニック                               | 『Aadal Padal』に出演                                                               | [ 169 ]         |
| 2021 | Uppena                                         | ラーヤナム                                       | テルグ語映画                                                                        | [ 170 ]         |
| 2021 | Laabam                                         | パッキリ・サミー                                 |                                                                                     | [ 171 ]         |
| 2021 | Tughlaq Durbar                                 | シンガラ・ヴェラン                               |                                                                                     | [ 172 ]         |
| 2021 | Annabelle Sethupathi                           | ヴィーラ・セードゥパティ、スーラ・セードゥパティ |                                                                                     | [ 173 ] [ 174 ] |
| 2021 | Mughizh                                        | ヴィジャイ                                       |                                                                                     | [ 175 ]         |
| 2021 | Kadaseela Biriyani                             | トラック運転手                                   | カメオ出演                                                                          | [ 176 ]         |
| 2021 | Obama Ungalukaaga                              | 本人役                                           | カメオ出演                                                                          | [ 177 ]         |
| 2022 | Kadaisi Vivasayi                               | ラーマイヤ                                       |                                                                                     | [ 178 ] [ 179 ] |
| 2022 | 2つの愛が進行中                                | ランボー                                         |                                                                                     | [ 180 ]         |
| 2022 | ヴィクラム                                     | サンダナム                                       |                                                                                     | [ 181 ]         |
| 2022 | Maamanithan                                    | ラーダー・クリシュナン                           |                                                                                     | [ 182 ]         |
| 2022 | 19(1)(a)                                       | ガウリ・シャンカル                               | マラヤーラム語映画                                                                  | [ 183 ]         |
| 2022 | DSP                                            | DSPヴァスコダガマ                                |                                                                                     | [ 184 ]         |
| 2022 | Parole                                         | ナレーター                                       |                                                                                     | [ 185 ]         |
| 2023 | Michael                                        | マイケルの名付け親                               | テルグ語映画                                                                        | [ 186 ]         |
| 2023 | Viduthalai Part 1                              | ペルマル（ヴァーティヤール）                     |                                                                                     | [ 187 ] [ 188 ] |
| 2023 | Yaadhum Oore Yaavarum Kelir                    | キルバナディ                                     |                                                                                     | [ 189 ]         |
| 2023 | Mumbaikar                                      | ムンヌ                                           | ヒンディー語映画                                                                    | [ 190 ]         |
| 2023 | Azhagiya Kanne                                 | 本人役                                           | カメオ出演                                                                          | [ 191 ]         |
| 2023 | JAWAN/ジャワーン                               | カリ・ガイクワード                               | ヒンディー語映画                                                                    | [ 192 ]         |
| 2023 | Gandhi Talks                                   | マハーデーヴ                                     | サイレント映画                                                                      | [ 193 ]         |
| 2023 | マーヴィーラン 伝説の勇者                      | 声                                               |                                                                                     | [ 194 ]         |
| 2024 | Merry Christmas                                | アルバート・アローギャサミー                     | ヒンディー語で同時撮影                                                              | [ 195 ]         |
| 2024 | Maharaja                                       | マハーラージャー                                 |                                                                                     | [ 196 ]         |
| 2024 | Viduthalai: Part – II                          | ペルマル（ヴァーティヤール）                     |                                                                                     | [ 197 ]         |
| 2024 | Turbo                                          | ヴェトリヴェールのビジネスパートナー             |                                                                                     | [ 198 ]         |
| 2025 | Ace                                            | ボールド・カンナン                               |                                                                                     | [ 199 ]         |
| 2025 | Thalaivan Thalaivii                            | アーカーシャヴィーラン                           |                                                                                     | [ 200 ]         |

### テレビシリーズ
| 年   | 作品                                          | 役名                           | 言語                         | 放送/配信          | 備考                     | 出典                    |
| ---- | --------------------------------------------- | ------------------------------ | ---------------------------- | ------------------ | ------------------------ | ----------------------- |
| 2006 | Penn                                          | バーラーニ                     | タミル語                     | サンTV             | 195エピソードに出演      | [ 201 ] [ 202 ] [ 203 ] |
| 2019 | Namma Ooru Hero                               | 司会                           | タミル語                     | サンTV             |                          | [ 204 ]                 |
| 2021 | ナヴァラサ:9つの心                            | ディーナ                       | タミル語                     | Netflix            | エピソード「Edhiriに出演 | [ 205 ]                 |
| 2021 | MasterChef India – Tamil Season 1             | 司会                           | タミル語                     | サンTV             |                          | [ 206 ]                 |
| 2023 | フェイク                                      | マイケル・ヴェーダナーヤーガム | ヒンディー語                 | Amazon Prime Video | 8エピソードに出演        | [ 207 ]                 |
| 2024 | Bigg Boss Season 8                            | 司会                           | タミル語                     | スター・ヴィジャイ | 106エピソードに出演      |                         |
| 2024 | ナヤンターラー:ビヨンド・ザ・フェアリーテイル | 本人                           | 英語 タミル語 マラヤーラム語 | Netflix            | ドキュメンタリー         | [ 208 ]                 |

## 受賞歴
| 年                                                 | 部門                             | 作品名                                                                 | 結果       | 出典            |
| 国家映画賞                                         | 国家映画賞                       | 国家映画賞                                                             | 国家映画賞 | 国家映画賞      |
| -------------------------------------------------- | -------------------------------- | ---------------------------------------------------------------------- | ---------- | --------------- |
| 2021年                                             | 助演男優賞                       | 『Super Deluxe』                                                       | 受賞       | [ 209 ]         |
| フィルムフェア賞 南インド映画部門                  |                                  |                                                                        |            |                 |
| 2013年                                             | タミル語映画部門主演男優賞       | 『ピザ 死霊館へのデリバリー』                                          | ノミネート |                 |
| 2018年                                             | タミル語映画部門主演男優賞       | 『ヴィクラムとヴェーダー』                                             | 受賞       | [ 210 ]         |
| 2019年                                             | タミル語映画部門主演男優賞       | 『'96』                                                                | 受賞       | [ 211 ]         |
| 2024年                                             | タミル語映画部門助演男優賞       | 『ヴィクラム』                                                         | ノミネート | [ 212 ]         |
| 南インド国際映画賞                                 |                                  |                                                                        |            |                 |
| 2013年                                             | タミル語映画部門審査員選出男優賞 | 『ピザ 死霊館へのデリバリー』                                          | 受賞       | [ 213 ]         |
| 2015年                                             | タミル語映画部門主演男優賞       | 『Pannaiyarum Padminiyum』                                             | ノミネート |                 |
| 2016年                                             | タミル語映画部門主演男優賞       | 『Orange Mittai』                                                      | ノミネート |                 |
| 2018年                                             | タミル語映画部門主演男優賞       | 『ヴィクラムとヴェーダー』                                             | ノミネート | [ 214 ] [ 215 ] |
| 2019年                                             | タミル語映画部門主演男優賞       | 『'96』                                                                | ノミネート |                 |
| 2021年                                             | タミル語映画部門主演男優賞       | 『Super Deluxe』                                                       | ノミネート | [ 216 ] [ 217 ] |
| 2021年                                             | タミル語映画部門助演男優賞       | 『Ka Pae Ranasingam』                                                  | ノミネート | [ 216 ] [ 217 ] |
| 2022年                                             | タミル語映画部門悪役賞           | 『マスター 先生が来る!』                                               | ノミネート | [ 218 ]         |
| 2022年                                             | テルグ語映画部門悪役賞           | 『Uppena』                                                             | ノミネート | [ 218 ]         |
| 国際インド映画アカデミー賞                         |                                  |                                                                        |            |                 |
| 2024年                                             | 悪役賞                           | 『JAWAN/ジャワーン』                                                   | ノミネート | [ 219 ]         |
| タミル・ナードゥ州映画賞                           |                                  |                                                                        |            |                 |
| 2012年                                             | 悪役賞                           | 『Sundarapandian』                                                     | 受賞       | [ 220 ]         |
| 2013年                                             | 特別賞                           | - 『Idharkuthane Aasaipattai Balakumara』 - 『Pannaiyarum Padminiyum』 | 受賞       | [ 109 ]         |
| ヴィジャイ・アワード                               |                                  |                                                                        | 受賞       |                 |
| 2013年                                             | 審査員特別賞                     | 『途中のページが抜けている』                                           | 受賞       | [ 221 ]         |
| 2013年                                             | 主演男優賞                       | 『途中のページが抜けている』                                           | ノミネート | [ 221 ]         |
| 2014年                                             | 審査員特別賞                     | 『キケンな誘拐』                                                       | 受賞       | [ 222 ]         |
| 2014年                                             | 主演男優賞                       | 『キケンな誘拐』                                                       | ノミネート | [ 222 ]         |
| 2018年                                             | 主演男優賞                       | 『ヴィクラムとヴェーダー』                                             | 受賞       | [ 223 ]         |
| エジソン賞                                         |                                  |                                                                        |            |                 |
| 2012年                                             | 有望男優賞                       | 『途中のページが抜けている』                                           | 受賞       | [ 224 ]         |
| 2020年                                             | 主演男優賞                       | 『Super Deluxe』                                                       | ノミネート | [ 225 ]         |
| アジアヴィジョン・アワード                         |                                  |                                                                        |            |                 |
| 2016年                                             | 主演男優賞                       | 『Dharma Durai』                                                       | 受賞       |                 |
| アーナンダ・ヴィカタン映画賞                       |                                  |                                                                        |            |                 |
| 2017年                                             | 悪役賞                           | 『ヴィクラムとヴェーダー』                                             | 受賞       | [ 210 ]         |
| 2020年                                             | 主演男優賞                       | 『Super Deluxe』                                                       | ノミネート |                 |
| ビッグFMタミル・エンターテインメント・アワード     |                                  |                                                                        |            |                 |
| 2013年                                             | 主演男優賞                       | 『ピザ 死霊館へのデリバリー』                                          | 受賞       | [ 226 ]         |
| チェンナイ・タイムズ映画賞                         |                                  |                                                                        |            |                 |
| 2012年                                             | 主演男優賞                       | - 『途中のページが抜けている』 - 『ピザ 死霊館へのデリバリー』         | ノミネート | [ 227 ]         |
| ビハインドウッズ・ゴールドメダル                   |                                  |                                                                        |            |                 |
| 2013年                                             | 主演男優賞                       | - 『キケンな誘拐』 - 『Idharkuthane Aasaipattai Balakumara』           | 受賞       | [ 228 ]         |
| ノルウェー・タミル映画祭賞                         |                                  |                                                                        |            |                 |
| 2012年                                             | 主演男優賞                       | 『途中のページが抜けている』                                           | 受賞       | [ 229 ]         |
| 2016年                                             | 主演男優賞                       | 『Dharma Durai』                                                       | 受賞       | [ 230 ]         |
| インディアン・フィルム・フェスティバル・メルボルン |                                  |                                                                        |            |                 |
| 2019年                                             | 主演男優賞                       | 『Super Deluxe』                                                       | 受賞       | [ 231 ]         |